# Джерсийский фунт
Джерсийский фунт (англ. Jersey pound, фр. Livre de Jersey) — денежная единица Джерси.
Официальными языками Джерси являются английский и французский, с 2010 года на банкнотах номинал обозначается на английском (в фунтах) и французском (в ливрах).
Фунт Джерси привязан к фунту стерлингов в соотношении 1:1. На острове свободно принимаются монеты Великобритании. Банкноты Банка Англии, шотландских и северо-ирландских банков, а также Гернси, не являясь законным платёжным средством, могут быть приняты на острове. В Великобритании валюта Джерси официально не является платёжеспособной, однако деньги Джерси могут быть приняты к уплате наряду с собственными. Стандарт ISO 4217 не содержит отдельного кода для этой валюты. В случаях, когда это необходимо, как правило используется обозначение JEP.

## История

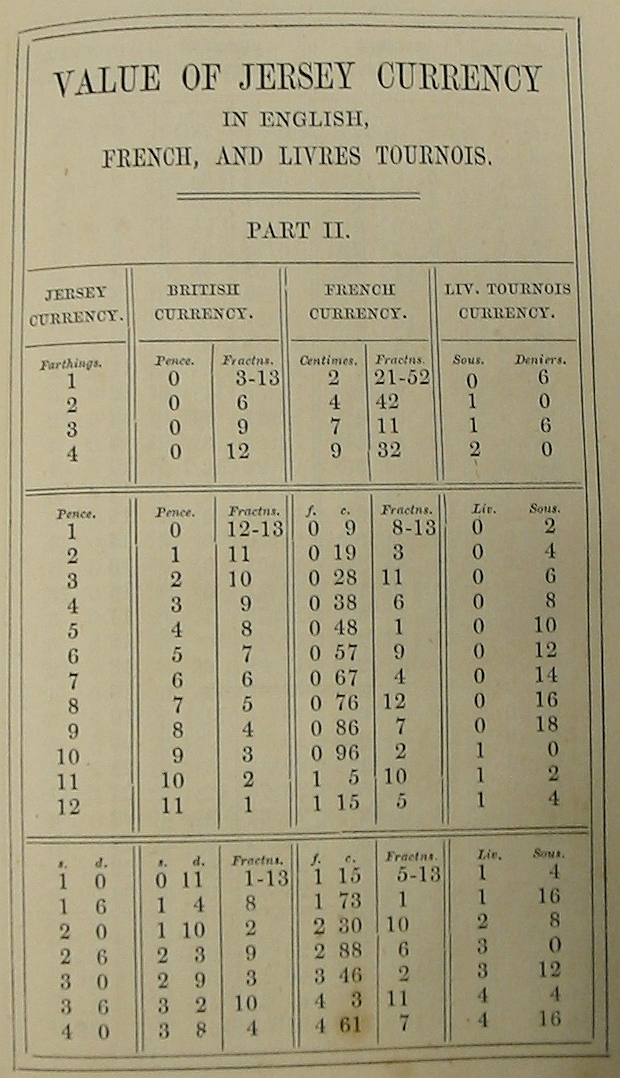
Соотношение фунта Джерси с другими валютами на 1854 год

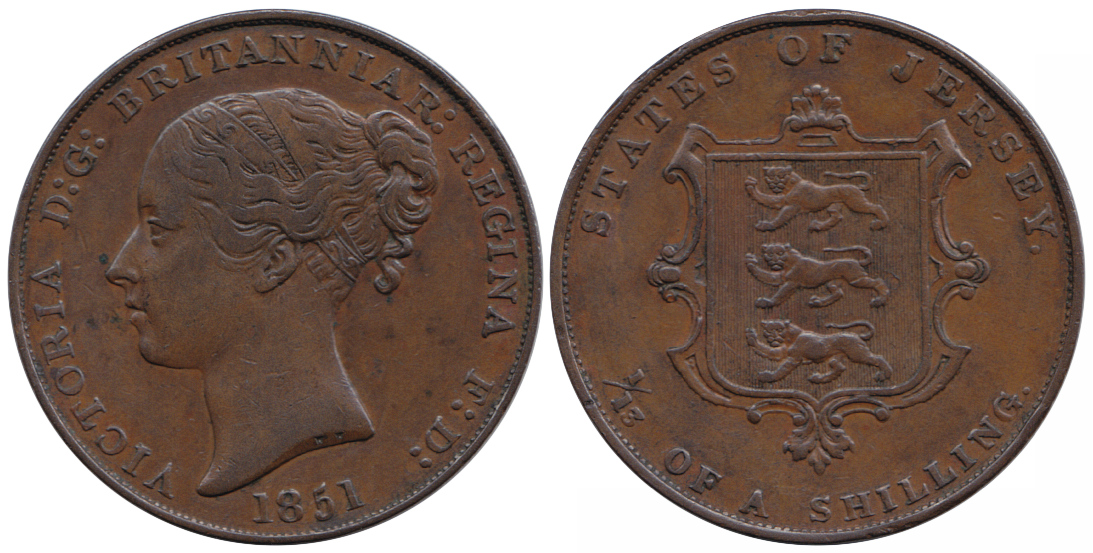
Медная монета номиналом 1/13 джерсийского шиллинга, 1851 г. На аверсе портрет королевы Виктории, на реверсе герб Джерси

До 1834 года валютой острова был ливр, который приравнивался к фунту по курсу 26 ливров за фунт, и использовались французские деньги. В 1834 году в связи с отменой во Франции ливра ещё в 1795 году валютой был учреждён фунт, хотя французские медные монеты продолжали оставаться в обращении по курсу 26 су за 1 шиллинг до 1924 года. В 1841 году были учреждены пенсы, 13 из которых составляли шиллинг, а в 1877 году 12 пенсов стали составлять шиллинг (фунт = 4 кроны = 20 шиллингов = 240 пенсов). В 1971 году была принята десятичная система, фунт = 100 пенсам.

## Монеты
В настоящее время в обращении находятся монеты в 1/2 (упразднена в 1981), 1 пенни, 2 пенса (с 1971), 5, 10 пенсов (с 1968), 20 пенсов (с 1982), 50 пенсов (с 1969, с 1983 года на аверсе — изображение замка Гросне, XIV век), 1 фунт (с 1982), 2 фунта (с 1998). Последние две монеты встречаются редко.

## Банкноты

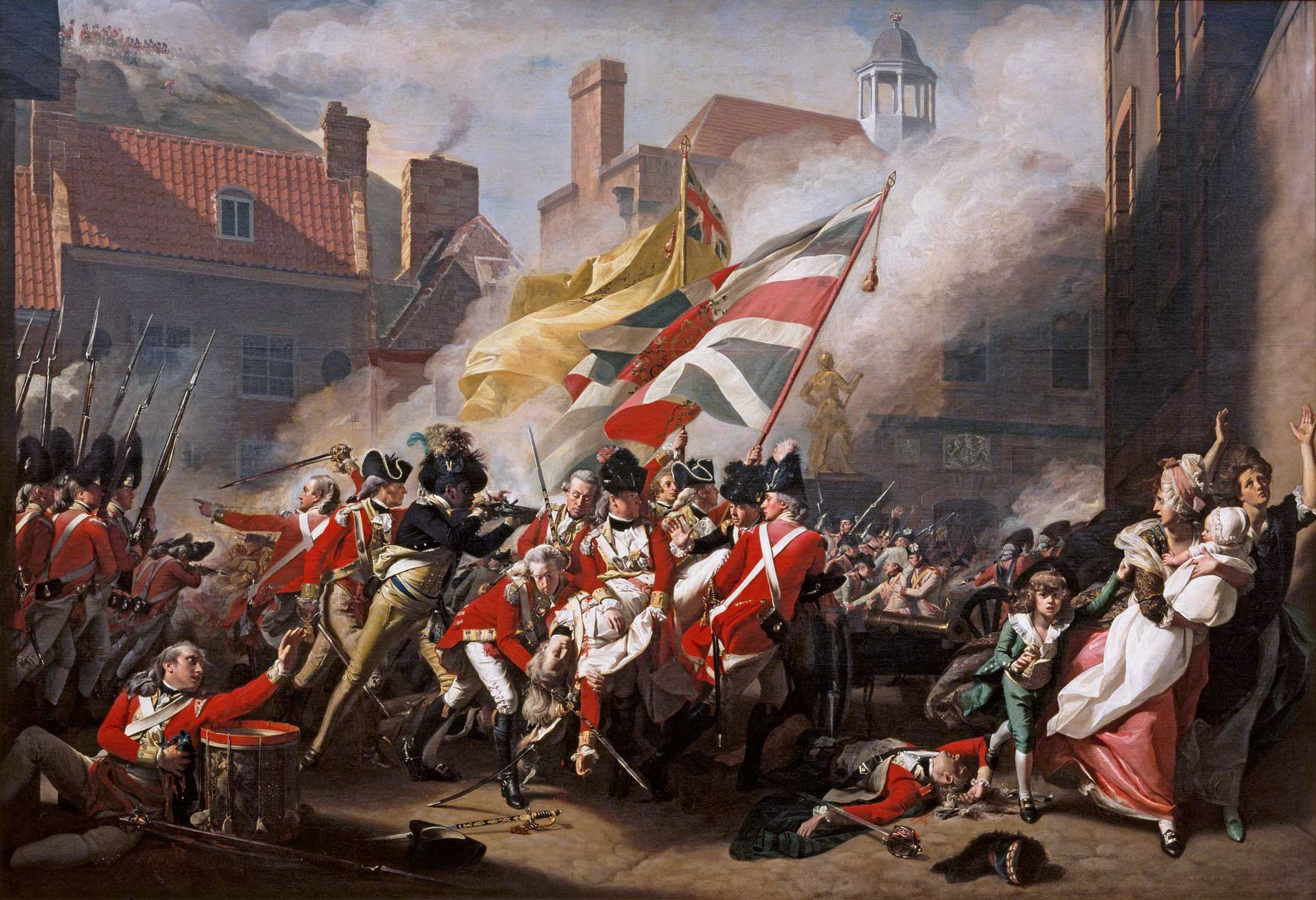
Джон Синглтон Копли, «Смерть майора Пирсона»

До 1831 года все приходы острова могли выпускать собственные банкноты. В 1831 году было налажено регулярное печатание банкнот в 1 и 5 фунтов. В период оккупации островов Германией были выпущены новые деньги. В 1963 году были впервые напечатаны банкноты серией. На лицевой стороне всех банкнот изображена королева Елизавета II. Водяным знаком является изображение джерсейской коровы.

### Изображения на оборотной стороне банкнот
- 1 фунт (зелёный, с 1963, постепенно выходит из обращения) — приходская церковь Сент-Хелиера
- 5 фунтов (пурпурный, с 1963) — маяк Ля-Корбьер
- 10 фунтов (красный, с 1972) — картина «Смерть майора Пирсона» во время битвы при Джерси в 1781
- 20 фунтов (голубой, с 1976) — поместье Сент-Оуэнс
- 50 фунтов (коричневый, с 1989) — Дом Правительства

Также выпускаются памятные банкноты в 1 фунт.
1 июня 2012 году поступила в продажу юбилейная банкнота номиналом 100 фунтов, посвящённая бриллиантовому юбилею королевы Елизаветы II. Банкнота выпущена ограниченным тиражом в специальном фолдере отображающем исторические вехи правления английской королевы во второй половине XX века. На лицевой стороне банкноты (горизонтальное расположение) изображен реалистичный портрет в анфас королевы Елизаветы II. На оборотной стороне (вертикальное расположение) изображена королевская булава Джерси.
Основные цвета банкноты: фиолетовый, розовый, синий.

## Режим валютного курса
Курс джерсийского фунта привязан к фунту стерлингов в соотношении 1:1.